# Chipre en los Juegos Paralímpicos de Seúl 1988
Chipre estuvo representado en los Juegos Paralímpicos de Seúl 1988 por seis deportistas masculinos. El equipo paralímpico chipriota no obtuvo ninguna medalla en estos Juegos.